# Den' svad'by pridёtsja utočnit'
Den' svad'by pridёtsja utočnit' (День свадьбы придётся уточнить) è un film del 1979 diretto da Stepan Pučinjan.

## Trama
Il film racconta di un bell'uomo che ha un buon senso dell'umorismo, fa sport, è un ottimo lavoratore che incontra una ragazza e si innamora di lei. La presenta ai suoi genitori, ma a suo padre non piaceva.